# نادره بانو بیگم
نادره بانو بیگم (۱۴ مارس ۱۶۱۸ – ۶ ژوئن ۱۶۵۹) شاهدخت تیموری هند و همسر ولی‌عهد داراشکوه، پسر شاه جهان و ملکه ممتاز محل بود. بعد از این که اورنگ‌زیب به قدرت رسید، تمام خانوادهٔ داراشکوه و حامیان وی در معرض خطری جدی افتادند. نادره بانو بیگم در سال ۱۶۵۹ میلادی چند ماه قبل از اعدام شوهرش داراشکوه درگذشت. او از خود دو پسر و یک دختر بر جای گذاشت.

## خانواده

### والدین

#### پدر
- پدر: پرویز میرزا
  - پدربزرگ: جهانگیرشاه
    - پدر پدربزرگ: اکبر کبیر
    - مادر پدربزرگ: مریم‌الزمانی

  - مادربزرگ: صاحب جمال بیگم
    - پدر مادربزرگ: خواجه حسن هرات

#### مادر
- مادر: جهان بانو بیگم
  - پدربزرگ: مراد میرزا
    - پدر پدربزرگ: اکبر کبیر

  - مادربزرگ: زنی با نام نامعلوم
    - پدر مادربزرگ: بهادر خان
      - پدربزرگ مادربزرگ: راجه علی خان